# Offenhauser

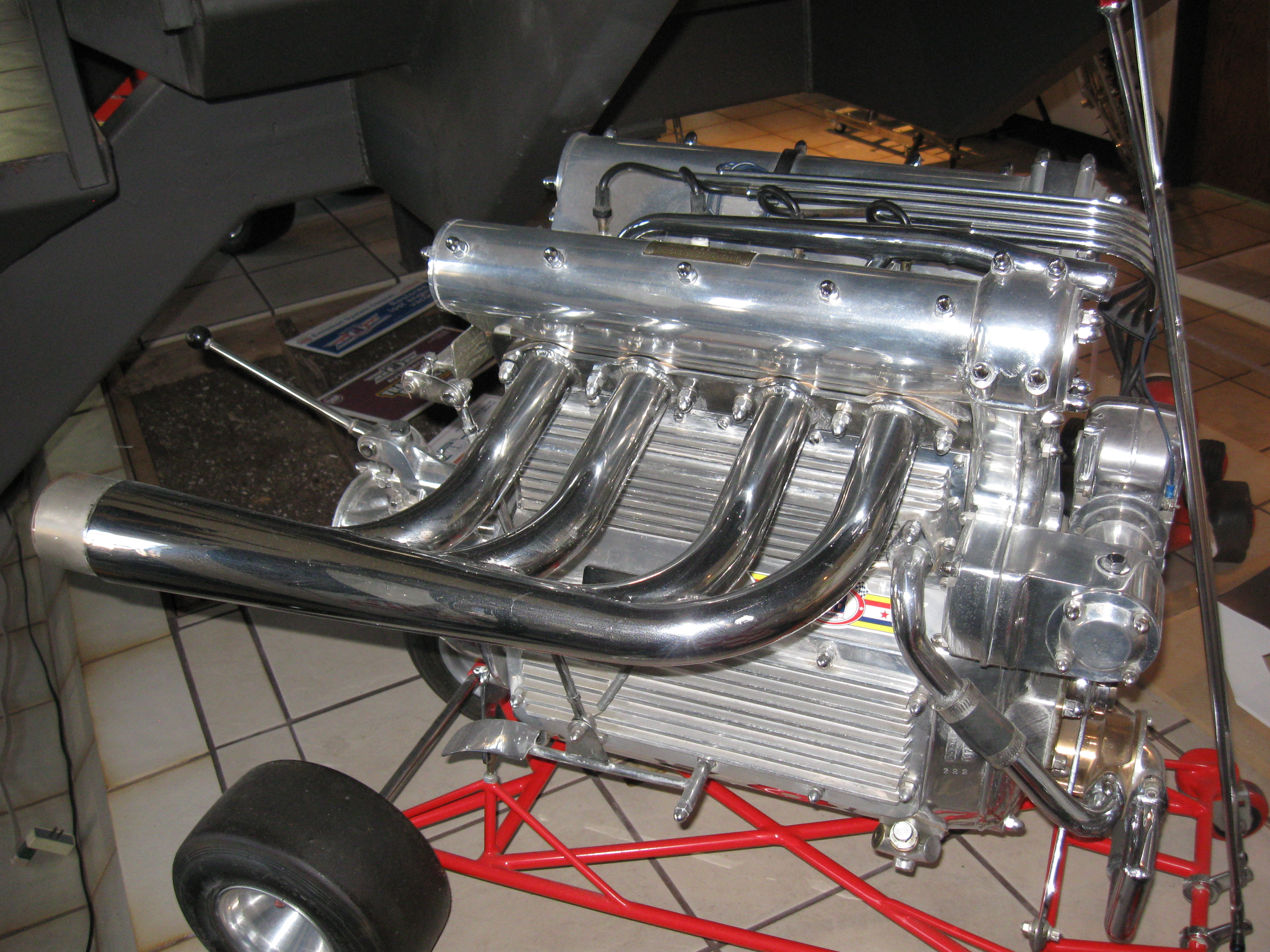
Offenhauser-Motor als poliertes Ausstellungsstück

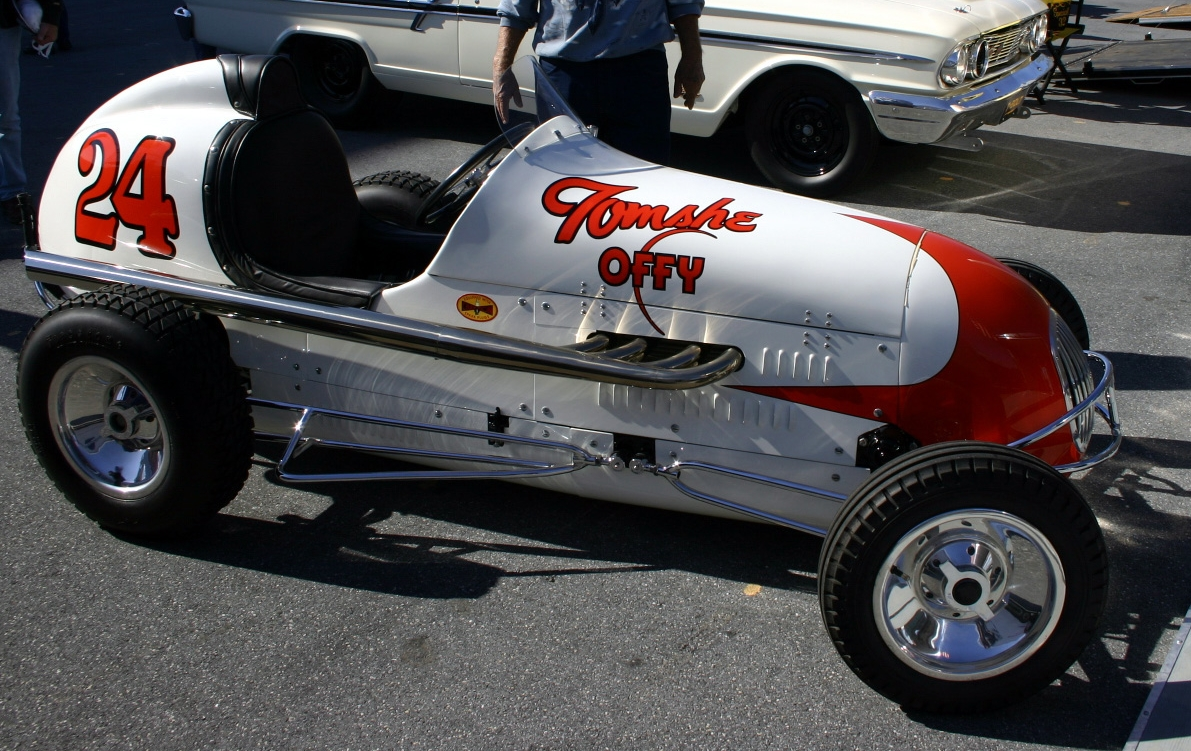
Ein Offenhauser Midget-Rennwagen

Offenhauser Racing Engine, kurz Offy, war ein US-amerikanischer Hersteller von Rennwagen-Motoren. Der Offy-Reihenvierzylinder gewann erstmals 1935 das Indianapolis 500, und zuletzt 1976, weil Turboaufladung beim Indianapolis 500 1968 ein Offy-Comeback und ab 1972 eine späte weitere Siegesserie ermöglichte.

## Geschichte
Harold Arminius Miller (1875–1943) baute erfolgreiche Rennwagen und Rennmotoren, diese gewannen von 1922 bis 1938 mehrfach das Indy 500. Er verkaufte infolge der Weltwirtschaftkrise 1933 an seinen Chefmechaniker Fred Offenhauser (1888–1973) der zusammen mit Leo William Goossen (1892–1974) zunächst den Miller-Vierzylinder-Bootsmotor in „Midgets“ einbaute, in einsitzige Kleinstrennwagen.
Bemerkenswert am Reihenvierzylindermotor mit 151 in³ (2470 cm³) Hubraum, der 1930 von Miller eingeführt wurde, war die für Kompressoraufladung gut geeignete Konstruktion als Monoblockmotor, was unter Verzicht auf eine Zylinderkopfdichtung höhere Mitteldrücke zuließ. Aber auch freisaugend war der Motor dank zwei obenliegenden Nockenwellen (DOHC) und vier Ventilen pro Zylinder leistungsfähig. Für Midgets waren kleine Arbeitsvolumina von 97 in³ (1600 cm³) üblich, die Sprintcar-Monoposto hatten 220 in³ (3600 cm³) Hubraum gemäß den Regeln von AAA (später USAC). In Indianapolis waren bis zu 270 in³ (4400 cm³) erlaubt. Mit gut 108 mm Bohrung und 111 mm Hub wurden 420 hp (313 kW) bei 6600/min erzielt. Die Verdichtung war mit 15:1 ziemlich hoch.
Miller hatte ab 1935 Ford-V8-Motoren in Rennwagen eingebaut. 1946 übernahm der dreifache Indianapolis-500-Sieger Louis Meyer den Betrieb und setzte ihn äußerst erfolgreich fort. Nicht weniger als 27-mal gewann ein mit diesem Motor, im Sprachgebrauch oft zu „Offy“ abgekürzt, angetriebenes Fahrzeug das Indianapolis 500, darunter auch alle elf Rennen, die auch zur Automobil-Weltmeisterschaft („Formel 1“) zählten (1950–1960). Erfolgreichstes Team war dabei das US-amerikanische Kurtis-Kraft-Team.

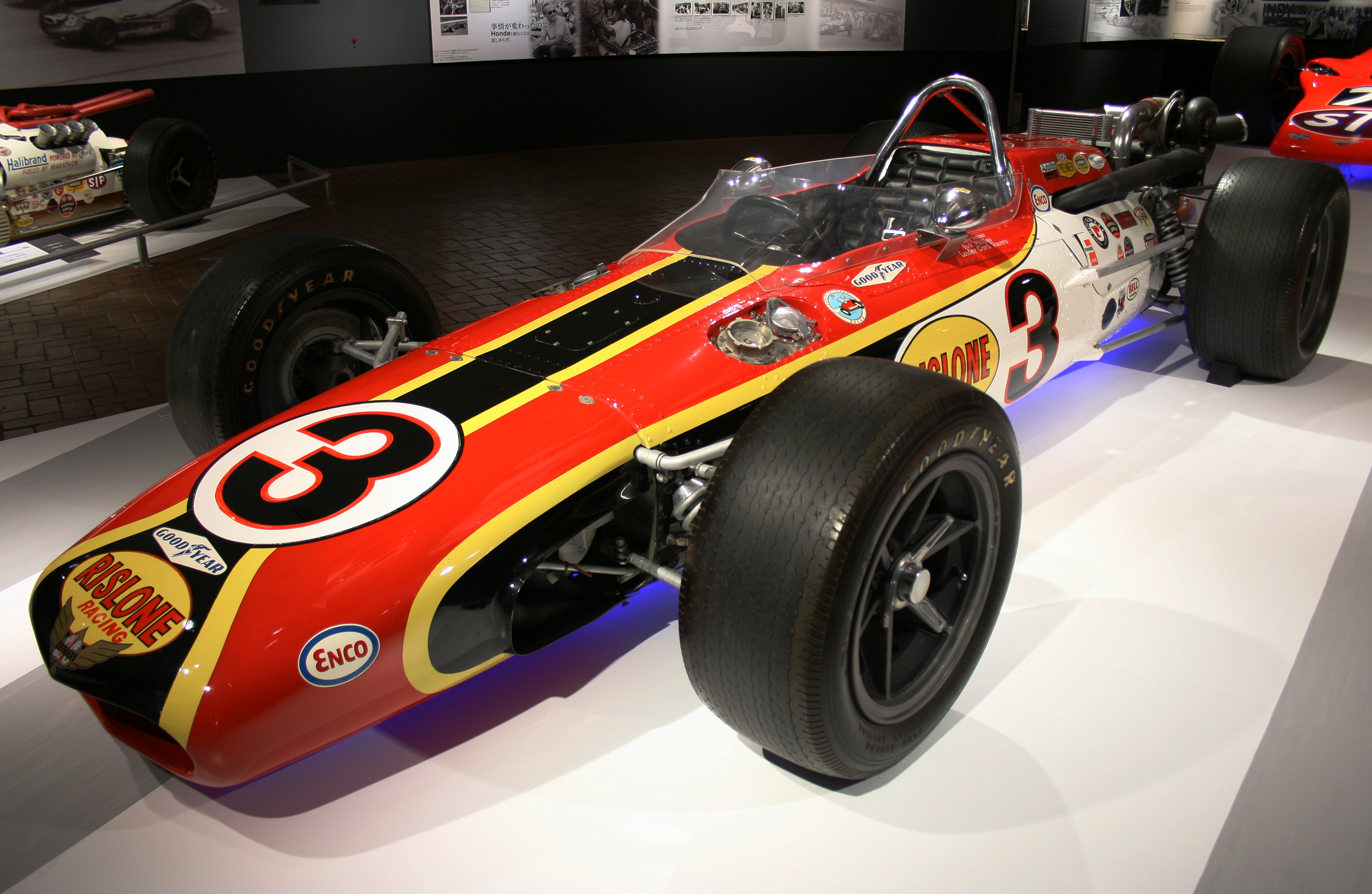
AAR Eagle 68, Indy-Siegerwagen 1968 von Bobby Unser, mit Offenhauser-Turbomotor. Da noch kein Heckflügel verbaut wurde, ist der Turbolader im Heck gut zu erkennen.

Nach drei Ford-Siegen konnte Offenhauser 1968 wieder in Indy gewinnen – durch Umstieg auf Turboaufladung. In Verbindung mit Saugrohreinspritzung und einer Verkleinerung des Hubraums auf zunächst 168 in³ (2750 cm³) und ab 1969 dann 159 in³ (2610 cm³) bewährte sich die Konstruktion durch Standfestigkeit bei 700 PS Leistung. Ansprechverhalten und Fahrbarkeit waren auf Ovalen weniger wichtig, jedoch wurden in der USAC Championship Car Series von 1965 bis 1970 auch normale Rennstrecken befahren, zudem zählten Dirt-Track-Ovale und das Pikes-Peak-Bergrennen zur Meisterschaft.
Auch Ford rüstete auf Turbo um, konnte ab 1969 erneut dreimal in Serie das Indy 500 gewinnen, zog sich dann werksseitig zurück, die V8-Motoren wurden von AJ Foyt unter seinem Namen weiter eingesetzt. Der Offy erlebte dank Turbo und wenig Konkurrenz einen zweiten Frühling mit Indy-Siegen von 1972 bis 1976, dann jedoch kam das Vierzylinder-Konzept an seine Grenzen. 1977 gewann noch einmal der alte Foyt-Ford-V8, dann wurde der vom Dreiliter-Saugmotor Ford Cosworth DFV abgeleitete moderne 2,65-Liter-Turbomotor Cosworth DFX Seriensieger für ein Jahrzehnt, überschattet von Streitigkeiten um Kosten und Regeln, auch um den Offy konkurrenzfähig zu halten, über Ladedruck und sonstige Bestimmungen. Leidtragende scheiterten beim Versuch einen Porsche-Interscope beim Indy 500 1980 an den Start zu bringen. Der 2,65-Liter-Boxermotor wurde stattdessen im Sportwagen Porsche 956 erfolgreich.
Der letzte Offy-Sieg wurde 1978 in Trenton erzielt, Gordon Johncock Wildcat. Der letzte Renneinsatz erfolgte 1982 in Pocono, in einem AAR Eagle von Jim McElreath. Zwei Vollstedt-Chassis mit Offenhauser konnten sich 1983 nicht für das Indianapolis 500 qualifizieren.